# 速哥答思皇后
速哥答思（?—?），元朝人物。
氏族不详。大蒙古国薛禅汗忽必烈（元朝皇帝元世祖）的皇后（可敦、哈屯，汉译皇后）。元朝的后妃只有两等，汉人称之为皇后与妃子。元世祖以后只有得到策宝的皇后才算正宫皇后。《新元史》记载泰定三年（1326年）泰定帝下诏命她守世祖忽必烈斡儿朵。